# 对德国人的称呼列表
世界上存在着很多对德国人的称呼。在英语中，对德国人的区域居民称谓词是German。文艺复兴早期，“German”指代的就是将德语作为母语的人。直到1871年德意志统一之前，生活在今德国境内各地区的人的代称都源自他们所处的地区的地名，比如巴伐利亚人、勃兰登堡人等等。
这个列表中的一些称呼带有幽默成分或者貶義，主要由其他国家的人所使用，尽管德国人自己有时也会使用这些称呼来自嘲。而列表中的其他称呼则是半开玩笑式的（或者是认真的）再造词。
由于两次世界大战的影响，各国中对德国人的冒犯性称呼基本都源自两次世界大战，其中影响力最为突出的就是纳粹。

## 英语

### 匈人（Hun，贬义）

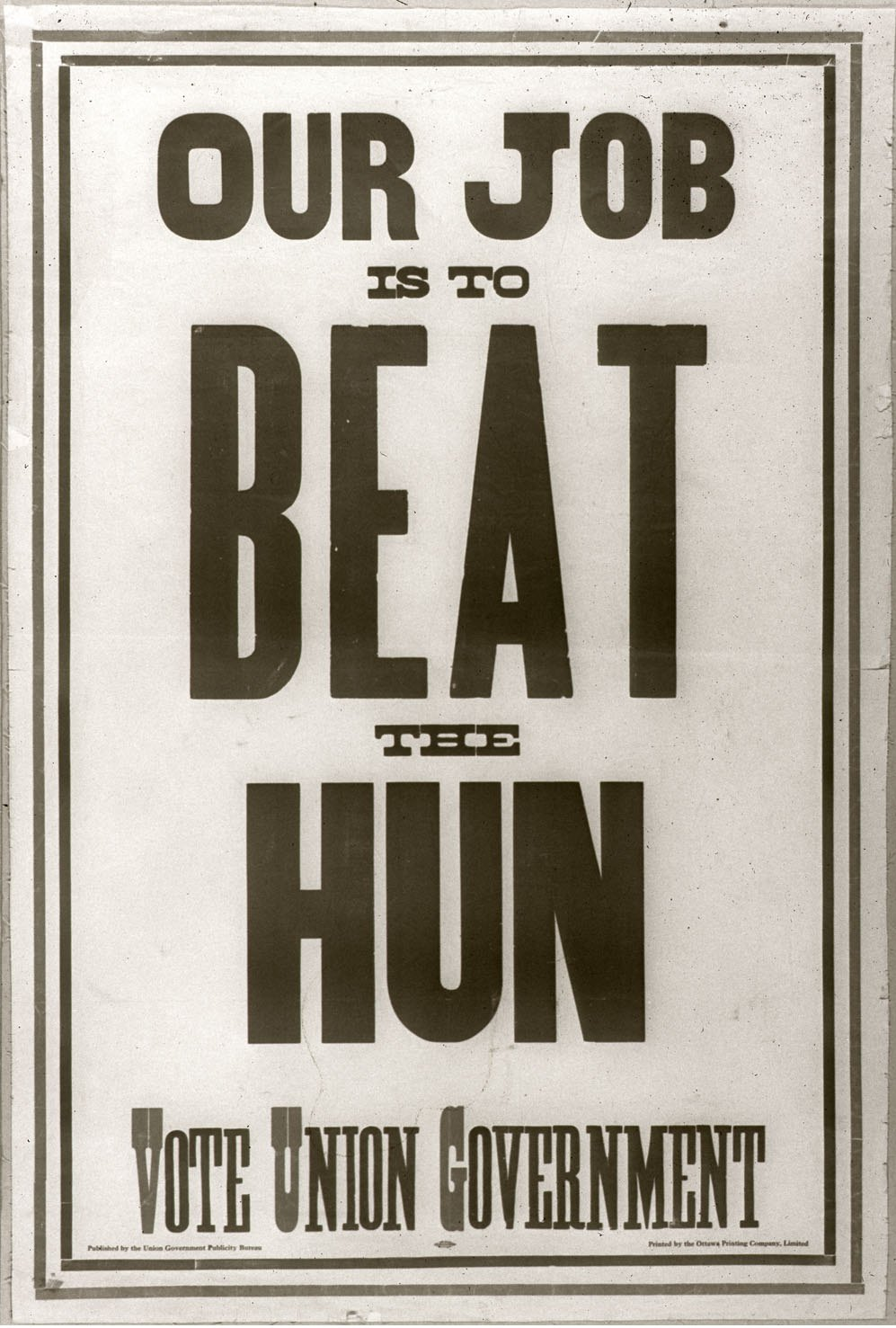
第一次世界大战時期加拿大的戰爭宣傳海报

匈人（Hun或The Hun）原指中世纪之前的匈人阿提拉所建立的匈人帝国。在第一次世界大战时期Hun这个称呼的使用率极高，协约国的战争海报上也经常能见到这个称呼。
将德国人称作匈人的起源是德皇威廉二世那次发表于1900年7月27日的“匈人演讲”（Hun speech，德：Hunnenrede）。当时，德国远征军正准备从不来梅港前往中国去镇压义和团起义，威廉二世发表演说为军队送行。演讲中与“匈人”有关的内容如下：
你们的敌人必败无疑！不要手下留情！不要接收任何俘虏！落入你们手中的敌人就必死无疑！就在1000年前，匈人在阿提拉的带领下打出了自己的名声，不管是在传统中还是在传说中，匈人都留下了他们勇敢。所以，像匈人一样，你们也要在中国为德国人留下千年的名声，让那些中国人永远不敢用怀疑的眼光注视我们。
后来，德国社会民主政治家奥古斯特·倍倍尔在帝国国会大厦发表了一次演讲，其间他详细叙述了德国远征军士兵写给家人的信件内容，讲述了信中透露的残忍细节，更进一步地给德军士兵打上了“像匈人一般野蛮”的标签，这些信件也因此被称为“Hunnenbriefe”（来自匈人的信）。
德皇的演讲被欧洲各国媒体广为传播，也成为了人们对一战中的德军士兵所形成的印象的基础。在一战中，德军士兵就成了人们眼中的无视欧洲文明和人道主义价值观的野蛮人。

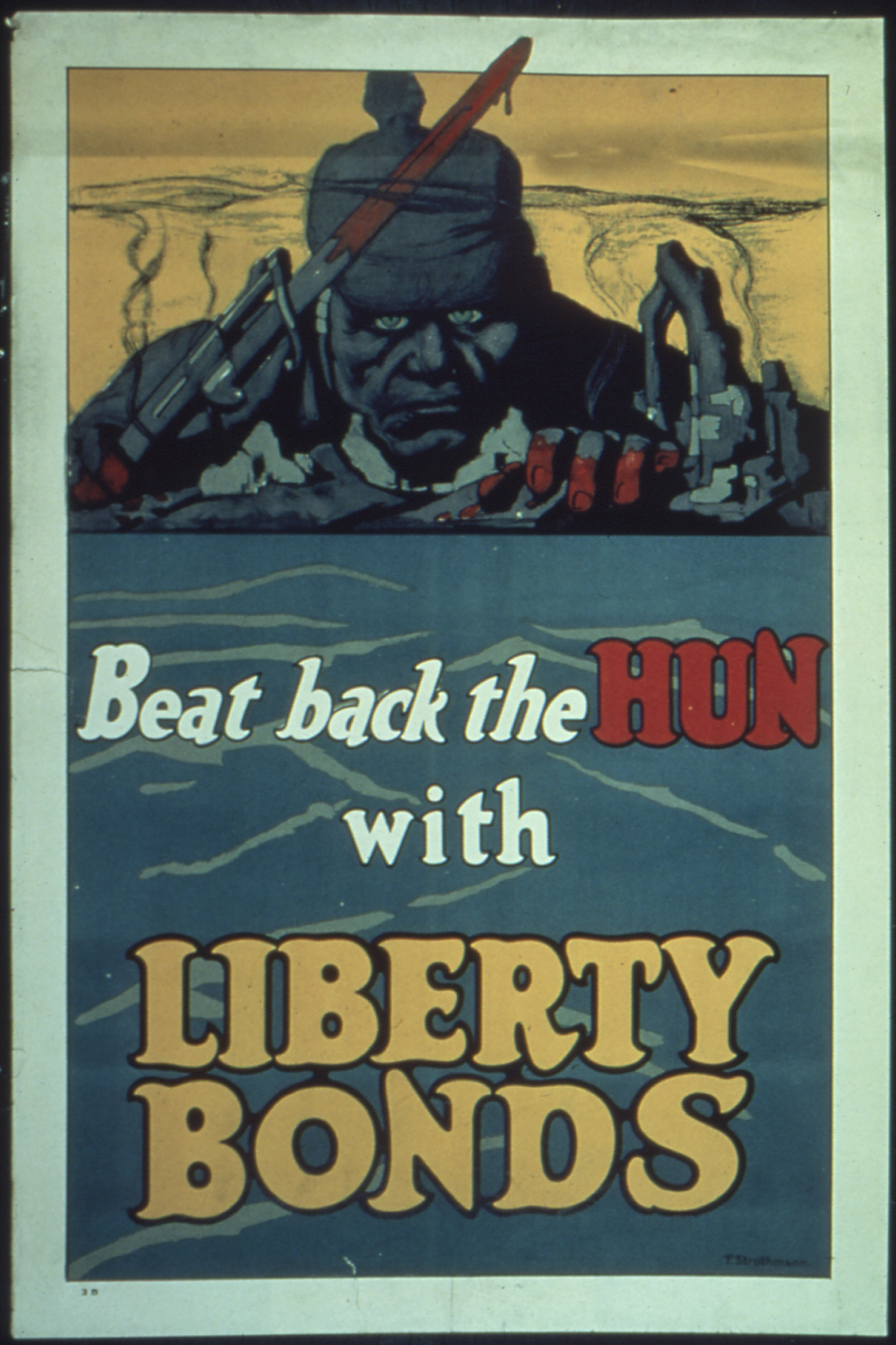
美国第一次世界大战的筹款海报。

巧合的是，首先被普魯士王國用作格言，后又被德意志帝国作为格言的那句话“上帝与我们同在“（德：Gott mit uns）也对”Hun“这个称呼德传播起到了作用。在英军俚语中，英国人把德文“uns”（我们）误读为“Huns”，对德国人的“匈人”称呼就更加流行了。

### 弗里茨（Fritz）
英军士兵对德国人的称呼还有很多。“弗里茨”（Fritz）是德语中弗里德里希（Friedrich）这个名字的昵称形式，在一战和二战期间都很流行。另外，二战期间更为流行的称呼德国人的名字是“杰瑞“（Jerry），是“German”的缩短版，但在英语中也有Jerry这个名字。

### Heinie（贬义）
美国人和加拿大人对德国人，特别是德军士兵的称呼是“Heinies”，这个词是德国常见男名Heinrich（海因里希）的指小词。例如，在1979年由斯蒂文·斯皮尔伯格指导的喜剧片《一九四一》中，Slim Pickens所饰演的角色就称呼一名德国军官为“Hynee Kraut先生”。
Heini是德语中一个很常见的口语词，带有轻度贬义，意思接近于“笨蛋”、“傻子”。但英语中的用法可能不是源于这个含义。

### 杰瑞（Jerry）
Jerry是二战期间同盟国军人及平民给德国人起的外号，英国人用这个名字用得最多。这个外号最初起源于一战时期，但直到二战中才得到了大规模使用。
Jerry这个名字很有可能来自德军于1916年装备的钢盔的样式，英军士兵认为这种钢盔的外形很像尿壺或大酒瓶（Jeroboam）  。另外，Jerry也可能是German一词经过简单更改后的产物。

### Kraut（贬义）
从二战开始，Kraut就成了英语中对德国人的蔑称。这个称呼很可能来自于德国南部各种菜肴中常见的食物“sauerkraut”（德国酸菜），但这种食物在德国北部并不是传统菜。另外，对德国人爱吃酸菜的刻板印象也让“Kraut”这个称呼流行了起来。在法国作家儒勒·凡尔纳的小说《女王的财富》（The Begum‘s Fortune）中，邪恶的德国实业家Schultze就十分爱吃酸菜。而Schultze的对手是一个阿尔萨斯人，他讨厌酸菜，但为了赢得Schultze的信任，他便假装爱吃酸菜。
Kraut这个称呼还有可能源自德国船只上为避免壞血病而给船员分配酸菜这一做法。就像美国人因为英国人为避免坏血病而在海军舰船上给船员分配酸橙汁而管英国人叫“limeys”一样。
从1970年代早期起，英国的音乐评论界发明了一个摇滚乐的分类，名为“德国酸菜摇滚”，但这个名词并无贬义。

### 条顿（Teuton，诗意的）
对德国人的更加诗意的称呼是“条顿人”。英语中该词的这种使用方式出现于1833年。这个词源自一个古代日耳曼人部落的名字。

### Boche（贬义）
Boche是一战期间协约国士兵用来嘲弄德国人的，一般以复数形式使用，“the Boche”的意思就是“the Germans”。Boche是法语俚语中的一个混成詞alboche的缩短形式，alboche是“Allemand”（德国人）和“caboche”（意为‘头’或卷心菜‘或‘木讷的人’）两个词的结合体  。Boche有时也写作Bosch或Bosche。纽约时报的杂志Current History在1916年刊登的一篇文章中是这样描述Boche一词的起源的：
Boche是caboche的缩略形式。在法语中这个词的意思类似于“脑袋”，特别是又大又愚蠢的脑袋。这个词来自拉丁语中的caput。Boche一词大概最早出现于1860年左右的巴黎黑社会中，意思是一个难相处的、讨厌的人。法国人在1870年普法战争期间也没有把这个词拿来描述德国人。但不久之后，巴黎的印刷工人们就开始用boche一词称呼他们的德国助理，因为这些德国印刷工人的理解速度是出了名的慢。当时用来形容这些德国工人的词是“tete de boche”，含有“tete carree d‘Allemand”之意，意为德国木头脑袋或德国傻瓜。后来，法国人就把这个蔑称用在了所有德国人上。

## 其他国家

### 奥地利

#### Piefke（贬义）
在奥地利，对德国人的蔑称是Piefke。就像巴伐利亚人所使用的Saupreiss（字面义：普鲁士猪）一样，Piefke这个词原本上也是只用于描述普鲁士人的词。关于这个词的发展过程有两个说法，这两个说法都认为Piefke这个词源于1860年代。其中一个说法是，这个称呼源于普鲁士作曲家、指挥家Johann Gottfried Piefke，他创作了一些最具标志性的德国军事进行曲，比如《普鲁士的荣耀》(Preussens Gloria)和《克尼格雷茨进行曲》（Koniggratzer Marsch）。Johann Gottfried Piefke和他的兄弟在1866年普奥战争后于奥地利举行的普鲁士胜利游行中负责指挥乐团。第二个说法是，Piefke这个称呼起源于1864年的普丹战争，在那场战争中普鲁士和奥地利是盟友，他们的敌人则是丹麦。其中，有一个名叫Piefke的普鲁士士兵有着典型的普鲁士人的粗鲁性格，给他的奥地利盟友们留下了不好的印象，因此Piefke这个名字也被奥地利人用在了所有普鲁士人身上。
由于普鲁士已不复存在，Piefke这个名字在现在基本上被用于指代那些德国北部的自负的新教徒，特别是柏林人。但是，属于以前的汉萨同盟自由市和前北方奥尔登堡、布伦瑞克及梅克伦堡的公爵领地的公民在现在也经常被人用Piefke和Saupreiss这两个蔑称来称呼（这两个称呼是对德国国内除巴伐利亚本地人以外的所有人的冒犯性称呼）。1990年，奥地利剧作家Felix Mitterer创作并与他人联合导演了一部电视迷你剧，名为Die Piefke-Saga，内容是关于在提洛伯國境内度假的德国人的故事。有时人们也会使用“Piefkinese”这个称呼。还有些奥地利人会开玩笑地用“Piefkinesisch”（Pief-Chinese）这个名字来称呼带有明显德国北部口音（而不是奥地利口音）的德语。

#### Marmeladinger（贬义）
Marmeladinger这个称呼起源于一战的战壕中。这个称呼源于德语单词“Marmelade”（柑橘酱、果酱）。当时的奥地利军队配给给步兵的、涂抹在面包上食用的是黄油和猪油；而德军配给给士兵的则是作为黄油和猪油的替代品的果酱（更便宜）。德军士兵便鄙视地将那种果酱称为Heldenbutter（英雄的黄油）或是”兴登堡的脂肪“（Hindenburgfett）。他们的奥地利盟友也因此嘲弄他们是”Marmeladebruder“（果酱兄弟）或是“Marmeladinger”(-inger在奥地利德语中是一个后缀，名词后加inger所形成的词就是对某类拥有特殊物品或做出过特殊行为的人的代称)。德军士兵则将奥地利士兵称为”Kamerad Schnurschuh“（系带靴子同志，英：comrade lace-up shoe），原因是奥地利军队的步兵靴上有鞋带，而德军的靴子上则没有。“系带靴子同志”这个称呼虽然被保留了下来，但却很少有人使用。

### 波斯尼亚和黑塞哥维那、克罗地亚、黑山、塞尔维亚

#### Švabo、Švaba（贬义）
Svabo这个称呼经常出现在笑话里，但在二战时期的南斯拉夫人民解放军和游击队中也十分流行。到了南斯拉夫社会主义联邦共和国时期，该国拍摄的描写游击队和纳粹军队作战的电影中也经常出现这个称呼。这个称呼原本是一个用于描述来自德国施瓦本地区的人的词语，并无贬义。但是，由于多瑙施瓦本人（Danube Swabians）的缘故，这个词进入了波斯尼亚语、克罗地亚语、黑山语和塞尔维亚语中。这个称呼的变体Svaba在塞尔维亚语中最为常见，其女性化形式为Svabica。

### 中国

#### Jiamen（口语）
在上海话中，对德国人的口语称呼是“茄门”，是对英语词汇“German”的粗略音译。
“茄门“这个称呼在某种程度上有着一些负面含义，是对刻板印象中自负、内向、冷漠且死板的德国人的称呼。这个称呼也可发”Ga-Men”的音，意思是“对某人或某事轻蔑、漠不关心或没有兴趣”。

### 捷克斯洛伐克
在捷克和斯洛伐克，德国人有时会被称作“Skopcak”，原意是来自高地的人（即来自苏台德山脉的人）。1938-39年，捷克斯洛伐克遭到了纳粹德国的肢解，因此捷克斯洛伐克人对苏德台地区的德国人产生了恶劣的印象，Skopcak这个词也在很大程度上变成了对举止粗暴且愚蠢的德国人的蔑称（skopova hlava=傻子）。

### 芬兰
在二战期间的拉普兰战争中，芬兰士兵中对德国人的蔑称saku、sakemanni、hunni（匈人）以及lapinpolttaja（拉普蘭的焚烧者）等词语十分流行。其中的saku和sakemanni则源于芬兰语中的saksalainen（德国人）。

### 法国

#### Boches（贬义，历史上的）
Boches来自alboche这个词，省略了词首的非重读音节“al”。这个词由allemand（法语中的‘德国人’）和caboche（法语俚语中的‘脑袋’）两个词合并而来。这个词主要流行于一战和二战期间，而且专指德军士兵。

#### Casque a pointe（历史上的）
Casque a pointe是法语中对普鲁士传统尖顶头盔（德军士兵于1840年代至一战期间使用）的称呼。在现代的英国及美國手語中，指代德国人的手势依然是食指在头顶上向上指，模仿德军尖顶头盔（Pickelhaube）的样子。 

#### Chleuh（贬义）
Chleuh这个称呼源于一个名为“施卢赫人”的位于摩洛哥的柏柏尔人群体。这个词也可指代法语中没有以”Schl-“开头的词语。

### 德国

#### Ossi/Wessi
Ossi这个词源于德语词汇Osten，意思是“东方”，在德国国内，这个词被用来称呼那些出生于或是居住于前德意志民主共和国（東德）境内的德国人。2010年，德国国内出现了这样一起法律诉讼：一名求职者在被拒后发现她的申请书上被人写上了“Ossi“这个标注，她的申请文件上也被标注上了一个减号。德国法庭的判定是，因这种原因被拒属于歧视性事件，但并不是种族/民族歧视，因为”东德“并不是一个民族概念。
而Wessi这个词则源于德语词汇Westen，意思是“西方”。在德国国内，这个词被用来称呼那些出生于或是居住于前德意志联邦共和国（即old states of Germany，前西德）境内的德国人。Wessi有时也会变成“Besserwessi”，这个称呼源自德语词汇“Besserwisser”（无所不知的人，贬义。英：Know-it-all），反映了人们对来自德国西部的人都很傲慢的刻板印象。

### 意大利

#### Crucco（贬义）
意大利语中的“crucco“一词来源于斯洛文尼亚语中的”kruh“（面包）。一战中，意军士兵在俘虏了一些饥饿的奥地利-斯洛文尼亚士兵后发明了这个称呼，原因是这些饥饿的士兵在被俘后只会索要面包（kruh）。后来，到了二战中，意大利人便把crucco用在了德国人头上。

#### Tuder / Tudro（贬义）
Tudro这个称呼主要来自对德国人的脑子死板、没创意、情商低的这一刻板印象。在意大利语中这个词也可泛指死板、愚蠢的人。Tudro这个词主要用于意大利北部，在倫巴底語中，Tudro写作Tuder。

### 拉脱维亚

#### Fricis
Fricis这个称呼来自德语名字弗里茨（Fritz）

#### Zili pelekie
这个词在字面上可以翻译为“蓝灰色“（The Blue-Grays），来源是一战之前的普鲁士军队作战制服的颜色。这个称呼还出现在了二战德国武装党卫军中的拉脱维亚军团的一首军歌里，这首歌名为”Ik katru sestdien‘s vakaru（每个周六的夜晚）。歌词中提到了拉脱维亚人在击败了“红的”和“长满虱子的”（均指代苏联）之后又打败了“蓝灰色的”  。

### 荷兰和比利时

#### Mof（贬义）
在荷蘭語中，除了正式用法以外，对德国人的最常见称呼就是“mof”。这个词是一个贬义词，特别指代德国人，并表达了荷兰人对德国人在二战期间占领荷兰的愤怒情绪。另外，“Mofrika“这个混成词也是由“Africa”和“mof”两个词组成的，这个词是对德国的一个幽默称呼。另外，对于荷兰人对德国人的“mof”这个称呼的词源，还存在着一个幽默却并不正确的解释：德语中“没朋友的人”（Menschen ohne Freunde）的首字母缩写就是“mof”。
16世纪末期，在今日名为东弗里斯兰和埃姆斯兰县（这两个地区均与荷兰接壤）的地区，生活在那里的人被称作Muffe。16世纪时，荷兰是整个欧洲最为富裕的国家，荷兰人十分瞧不起上述两个地区的居民。当时，下萨克森的西部地区十分贫穷，很多荷兰人都去那里购买廉价劳动力。下萨克森西部地区的居民在荷兰人眼中就是一群矜持、坏脾气、粗鲁且天真的人。后来Muffe这个词就被荷兰人用来形容所有德国人了，因为在当时德意志其他地区，经济状况并没有比萨克森西部好多少。造成这种情况的主要原因就是在当时的德意志地区有各支外国势力发动过多场战争。Muffe这个称呼到了1900年左右基本上就不再被使用了，直到1940年德国入侵荷兰后，荷兰人才重新用起了这个称呼。

### 波兰

#### Szkop（贬义）
这个词是对一个德国人，特别是对一名二战时期的德国国防军士兵的轻蔑称呼。在过去，波兰语中的Szkop一词意为一只被阉割的公羊。

#### Szwab（贬义）
这是波兰语中另一个很流行的对德国人的蔑称。最初的意思为“一个来自施瓦本的人”。值得注意的是，波兰语中的一个口语动词“oszwabic”的意思是“骗取钱财”、“敲诈”。

#### 其他用语
对德国女人的贬义词“niemra”源于波兰语中的“Niemka”（意为德国女人），niemra指的是刻板印象中，所有德国女人都长得很难看。Niemra这个词也指一名女性德语教师或是德语课程。相似地，波兰语中的对德国人的称呼还可以是niemiaszki，这个词并不是绝对的贬义词，有时甚至还是一种爱称。另一个对德国人的蔑称是“szoldra”（复数形式：szoldry），这个词是一个古波兰语（已灭绝）词，现在已经无人使用。在19世纪由亨利克·显克微支和Jozef Ignacy Kraszewski所写的历史小说中就能找到这个词，这个词源自猪肉火腿。

### 西班牙

#### Tudesco （历史上）
在早期現代西班牙語中（例如堂吉诃德中所使用的西班牙语），对德国人的统称是tudesco（和德语中的Deutsch以及意大利语中的tedesco是同源词），这个词有时也仅限于指代下萨克森人。

### 瑞士

#### Gummihals（贬义）
这个词在德语中意为橡胶脖子。这个称呼大约出现于1970年代。这个词的实际含义存在争议。其中有一个理论是，在对德国人的刻板印象中，德国人说话太多，或者是他们在听上级讲话时经常不住地点头。

#### Schwab（贬义）
这个词的原本含义（不含贬义）是“来自施瓦本的人”（位于德国南部，大致是巴登-符腾堡州），该地区与瑞士接壤，但到了瑞士，Schwab这个词便被用来指代任何德国人。这个称呼的一个强化版是Sauschwabe。